# Caso Contador
Se conoce como "caso Contador" el proceso que investigó el dopaje del ciclista español Alberto Contador por consumo de clembuterol en el Tour de Francia 2010.

## Comunicación del positivo

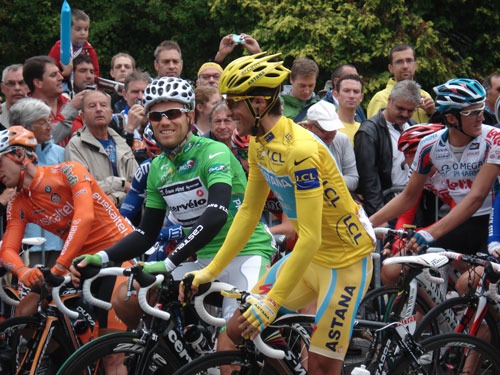
Alberto Contador con el maillot amarillo al inicio de la 17.ª etapa, un día después de la obtención de la muestra del positivo.

En septiembre de 2010 se hizo pública la presencia de clembuterol en una muestra de orina de Contador obtenida el 21 de julio de dicho año, durante la segunda jornada de descanso del Tour de Francia 2010. Se trata de una sustancia broncodilatadora prohibida por la Unión Ciclista Internacional y la Agencia Mundial Antidopaje, y que no puede ser generada de forma endógena por el organismo humano. La concentración de clembuterol hallada en la muestra fue de 50 picogramos por mililitro. Contador, que ya había dado por concluida su temporada, fue suspendido de forma provisional por la UCI el 8 de noviembre de ese año.
Meses después, en el primer informe, se aportaron datos extra que hasta la fecha solo eran rumores como que Alberto Contador no sólo dio positivo con clembuterol el 21 de julio, segundo día de descanso en el Tour, sino que también lo hizo en otras tres ocasiones. Contador fue sometido a ocho controles, seis de ellos consecutivos, durante el Tour 2010, en los que se obtuvo un resultado negativo para clembuterol en las muestras de orina de los días 5, 12, 19 y 20 de julio, produciéndose el resultado positivo que dio lugar a la incoación del expediente los días 21 de julio de 2010 (50 pg/ml), 22 de julio (16 pg/ml), 24 de julio (7pg/ml) y 25 de julio (17 pg/ml). También indica el informe que para que Contador hubiera dado un resultado adverso por clembuterol en unos niveles de 50 pg/ml, tenía que haber ingerido carne de ternera altamente contaminada y sacrificada contra toda lógica poco después de la última administración de clembuterol.

## Posibles problemas

### Problemas alimenticios
El corredor apareció inmediatamente ante los medios y atribuyó el positivo a una intoxicación alimentaria por ingerir carne de ganado engordado ilegalmente.

### Transfusión sanguínea
Posteriormente a su comparecencia pública, el rotativo francés L'Équipe informó de que también habían sido encontrados restos plásticos en su orina, hallazgo que indicaría una posible trasfusión sanguínea. El periodista de la ARD alemana Hans Joachim Seppelt también apoyó dicha tesis.
El 5 de octubre, el New York Times publicó, citando una fuente anónima, un presunto nuevo positivo de Contador en un test antidopaje efectuado el 20 de julio, un día antes que el que reveló la presencia de clembuterol. Según el Times, esta prueba, no homologada por las autoridades internacionales, arrojó como resultado una presencia anormalmente elevada de un tipo de plastificante que se usa en las bolsas de plasma sanguíneo, lo que reforzaría la hipótesis de la autotransfusión. En la misma línea, la publicación belga Humo publicó un reportaje en el que citaba a una fuente procedente del propio equipo Astana. Según dicho artículo, Contador habría llevado a cabo tras la Dauphiné Libéré 2010 un tratamiento de adelgazamiento con clembuterol que dejó en su sangre trazas de la droga. Posteriormente, durante el Tour, una pequeña cantidad de esa sangre contaminada le habría sido transfundida de nuevo.
El 14 de octubre, el director de la Agencia Mundial Antidopaje, Oliver Rabin, apuntaba que los restos plásticos en la orina no permitían "estar seguro al 100% que fuera una transfusión, hay otras explicaciones posibles". El 19 de octubre, Christian Prudhomme, director del Tour de Francia, señaló la necesidad de esperar las conclusiones de las investigaciones de UCI y AMA, afirmando que el pinteño es "sospechoso, pero no culpable".

### Actovegin
También se ha publicado que el dopaje se ha podido producir por una sustancia llamada Actovegin (coloquialmente llamada Gas Bus). Se trata de un producto que se extrae de la vejiga de las terneras y en la que podrían aparecer trazas si el animal hubiera sido alimentada con clembuterol, aunque difícilmente en la carne. El exciclista Jesús Manzano denunció la utilización de este producto y posteriormente se ha descubierto que lo han utilizado más deportistas que nunca han dado positivo.

## Propuesta de sanción y absolución temporal

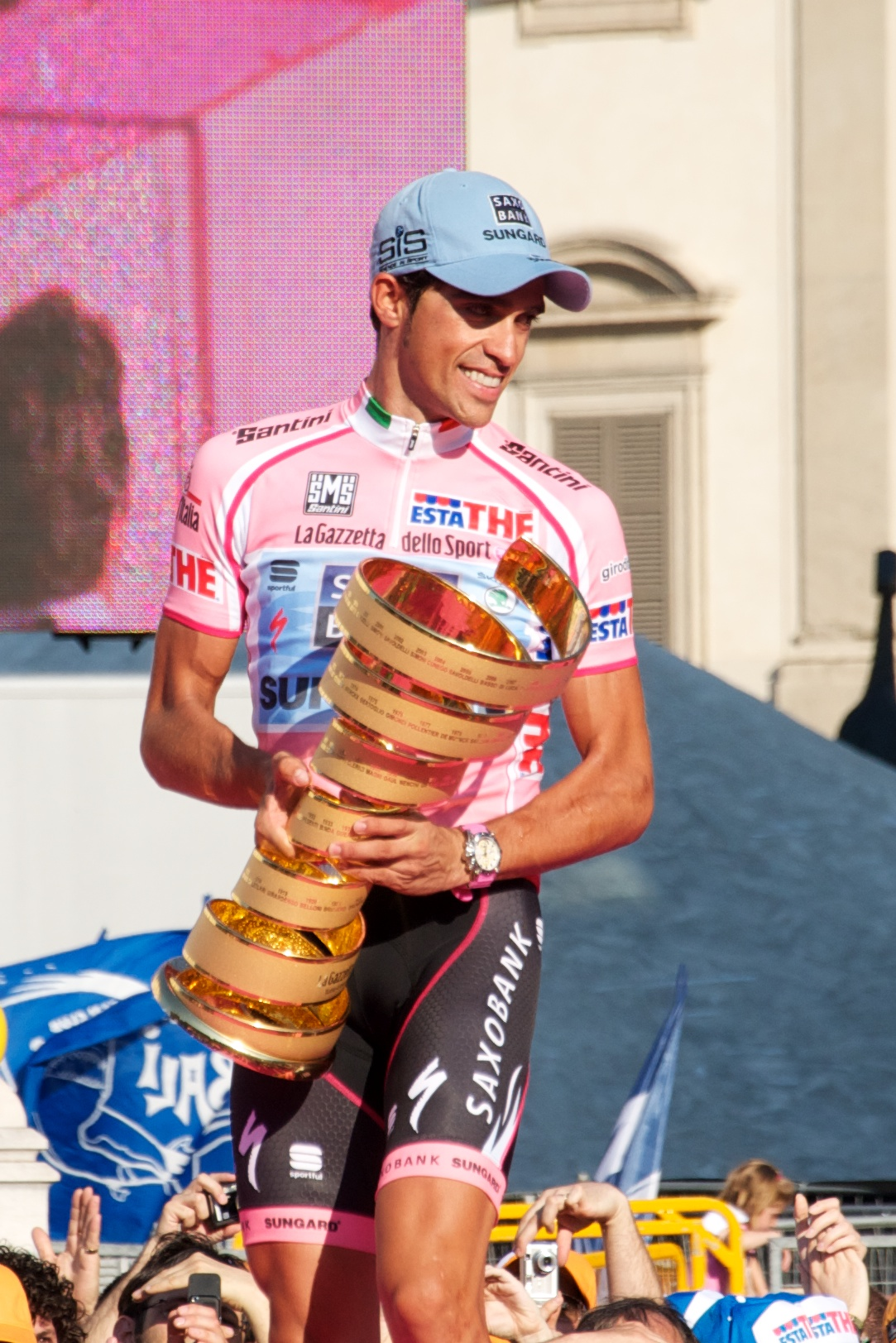
Alberto Contador en el Giro de Italia 2011 que ganó durante su absolución temporal.

El 26 de enero de 2011, la Federación Española de Ciclismo comunicó al ciclista una propuesta de sanción por un periodo de un año. Tras esta propuesta, Contador presentó sus alegaciones al Comité de Competición, órgano competente para sancionar. Tras recibir las alegaciones, el Comité absolvió al corredor el 15 de febrero, acogiéndose al artículo 296 del reglamento antidopaje de la Unión Ciclista Internacional (UCI), que fija la absolución cuando existe falta de culpa o negligencia, determinando que Contador no ingirió voluntariamente la sustancia prohibida. Por lo tanto se le restableció la licencia federativa tras unos meses sin ella (sancionado temporalmente). La UCI y la AMA disponían de un mes de plazo para recurrir dicha sentencia al tribunal de arbitraje superior (TAS). Mientras tanto Alberto Contador pudo disputar cualquier prueba del calendario ciclista, comenzando por la Vuelta al Algarve.
En junio de 2011 Olivier Rabin director científico de la AMA aseguraba que "en algunos países existe la posibilidad de que la carne esté contaminada, algo que recoge la literatura científica", y dejaba una puerta abierta a un cambio en la norma para poner un umbral a esta sustancia. El poder de tomar la decisión se confiere al Comité Ejecutivo de la AMA, formado a partes iguales por el mundo del deporte y los gobiernos, que se reunirá en septiembre de 2012.

## Sanción
Finalmente, tras innumerables prórrogas, el 6 de febrero de 2012 el Tribunal de Arbitraje Deportivo (TAS) le impuso una sanción de 2 años y le desposeyó del título del Tour de Francia ganado en 2010 por el positivo con clembuterol además de todos sus resultados posteriores. No pudiendo volver a competir hasta el 6 de agosto de 2012, teniendo en cuenta sanciones temporales que redujeron su sanción hasta dicha fecha.
En la sentencia de 98 folios se indica que:

el control positivo por clembuterol del deportista es más que probable que haya sido causado por la ingestión de un suplemento alimenticio contaminado, que por una transfusión sanguínea o por ingestión de carne contaminada".

Sin embargo, concluye aduciendo que:

No se ha aportado ninguna evidencia de que el deportista no actuara con culpa o con negligencia.

### Consecuencias
Aparte de las modificaciones en las clasificaciones en las que Alberto participó durante ese periodo, la UCI anunció que estudiaría la descalificación del Team Saxo Bank como equipo de categoría UCI ProTour ya que Alberto reunía el 68% de los puntos con que el equipo logró estar en dicha categoría. Pero la comisión de licencias rechazó esa posibilidad en abril por considerar que las circunstancias especiales del caso no justificaban el retiro de la licencia.
Por su parte el TAS comunicó que se pronunciaría posteriormente, y en una decisión por separado, con respecto a los 2.485.000 euros de multa solicitados por la UCI, aunque finalmente en diciembre de 2012, el corredor y el organismo llegaron a un "acuerdo amistoso" para el pago de la multa, terminando oficialmente el arbitraje del TAS en el caso.

### Palmarés anulado
| 2010 - Tour de Francia 2011 - Vuelta a Murcia, más 2 etapas - Volta a Cataluña, más 1 etapa - 1 etapa de la Vuelta a Castilla y León | - Giro de Italia , más 2 etapas y clasificación por puntos - 3.º en el Campeonato de España Contrarreloj - 2.º en el Campeonato de España en Ruta 2012 - 2 etapas del Tour de San Luis |